# Colonia Pozo Colorado
Colonia Pozo Colorado är en ort i Mexiko.   Den ligger i kommunen Noria de Ángeles och delstaten Zacatecas, i den centrala delen av landet, 400 km nordväst om huvudstaden Mexico City. Colonia Pozo Colorado ligger 2 045 meter över havet och antalet invånare är 239.
Terrängen runt Colonia Pozo Colorado är huvudsakligen platt, men åt nordväst är den kuperad. Runt Colonia Pozo Colorado är det ganska glesbefolkat, med 31 invånare per kvadratkilometer. Närmaste större samhälle är Loreto, 13,7 km sydost om Colonia Pozo Colorado. Omgivningarna runt Colonia Pozo Colorado är i huvudsak ett öppet busklandskap.